# David Faupala
David Faupala (ur. 11 lutego 1997 w Bully-les-Mines, Francja) – francuski piłkarz, grający na pozycji napastnika.

## Kariera piłkarska

### Kariera klubowa
Wychowanek klubów RC Sains En Gohelle, RC Lens, US Vermelles i Manchester City F.C. 21 lutego 2016 rozpoczął karierę piłkarską w Manchester City w pucharowym meczu przeciwko Chelsea F.C. 10 sierpnia 2016 został wypożyczony do NAC Breda. 31 stycznia 2017 został znów wypożyczony, ale tym razem do Chesterfield F.C.. 6 lutego 2018 roku przeniósł się do ukraińskiej Zorii Ługańsk. 3 września 2018 podpisał kontrakt z Apollonem Limassol.

### Kariera reprezentacyjna
Występował w juniorskich reprezentacjach Francji różnych kategorii wiekowych.

## Sukcesy

### Sukcesy klubowe
Manchester City F.C.
- zwycięzca Pucharu Ligi: 2015/16